# En la tormenta
En la tormenta s una pel·lícula mexicana de l'any 1982 dirigida per Fernando Vallejo. La pel·lícula tracta sobre l'època de La Violència a Colòmbia. Vallejo va voler fer la pel·lícula en Colòmbia, no obstant això es va trobar amb nombrosos obstacles per a filmar-la al país pel que va decidir fer-la en Mèxic amb actors mexicans i recreant els paisatges colombians en aquell país.

## Censura
La projecció a Colòmbia també li va ser prohibida perquè es va considerar que "era un moment molt delicat per a passar una pel·lícula així". Davant els obstacles i el veto de què va ser objecte com a cineasta amb Crónica roja, la seva pel·lícula anterior, i amb En la tormenta, Vallejo va decidir renunciar a fer cinema. Sobre aquest tema Vallejo comenta: "Com jo només volia fer cinema colombià i no mexicà, ni italià, ni japonès, ni marcià, vaig desistir de l'intent".

## Ambientació
Per a la ambiéntación de la pel·lícula, es van fer construir caserius, "caseticas" colombianes, camions d'escala, fondes, sembrar cafetales i fins i tot, per a recrear els torrentosos rius colombians, moure un riu, el Papaloapan, que no avançava. Arrossegats per un cable tirat d'una llanxa, fent solcs en l'aigua com si es mogués el riu, es van ambientar els cadàvers de conservadors i liberals decapitats baixant pel riu Cauca i amb les alimanyus damunt traient-los els intestins.

## Premis
La pel·lícula va ser guardonada en 1981 per Millor ambientació en la XXIII edició dels Premis Ariel de la Acadèmia Mexicana d'Arts i Ciències Cinematogràfiques.
També va ser premiada per millor actor (Carlos Riquelme), qui ja havia rebut en la XIII edició de 1958 el premi a la Millor coactuación masculina per La dulce enemiga i en la X edició de 1955 el premi a Millor actor de quadre per El joven Juárez.